# Milano-Vignola 1982
La Milano-Vignola 1982, trentesima edizione della corsa, si svolse il 30 agosto 1982 per un percorso totale 216,7 km, con partenza da San Giuliano Milanese ed arrivo a Vignola. La vittoria fu appannaggio dell'italiano Giovanni Mantovani che terminò la gara in 5h09'20", alla media di 42,032 km/h, precedendo gli italiani Francesco Moser e Giuseppe Martinelli.

## Ordine d'arrivo (Top 10)
| Pos. | Corridore           | Squadra        | Tempo    |
| ---- | ------------------- | -------------- | -------- |
| 1    | Giovanni Mantovani  | Famcucine      | 5h09'20" |
| 2    | Francesco Moser     | Famcucine      | s.t.     |
| 3    | Giuseppe Martinelli | Selle S. Marco | s.t.     |
| 4    | Marcel Summermatter | Royal          | s.t.     |
| 5    | Silvestro Milani    | Hoonved        | s.t.     |
| 6    | Noël De Jonckheere  | Gis Gelati     | s.t.     |
| 7    | Domenico Perani     | Zonca          | s.t.     |
| 8    | Silvano Riccò       | Atala          | s.t.     |
| 9    | Claudio Girlanda    | Termolan-Galli | s.t.     |
| 10   | Gilbert Glaus       | Cilo-Aufina    | s.t.     |